# Cung điện Bursztynowy
Cung điện Bursztynowy ở Włocławek, hay Cung điện Hổ Phách (tiếng Ba Lan: Pałac Bursztynowy) là một trong những khu phức hợp các công trình kiến trúc tuyệt đẹp và nổi tiếng, tại số 21 Phố Okrężna, Włocławek, Ba Lan.

## Lịch sử hình thành
Krzysztof Grządziel, một doanh nhân và quan chức chính quyền địa phương, chính là người lập nên cung điện nổi tiếng này. Sau khi việc xây dựng hoàn thành, ông tặng cung điện cho tổ chức Fundacji "Samotna Mama" (Quỹ hỗ trợ các bậc cha mẹ đơn thân và gia đình đông con).
Việc xây dựng cung điện kéo dài trong suốt 38 tháng từ ngày 26 tháng 5 năm 2006 đến tháng 7 năm 2009. Lễ khai trương chính thức diễn ra vào ngày 5 tháng 12 năm 2009. Đơn vị xây dựng cung điện là công ty của Janusz Górniak, dựa trên bản thiết kế của kiến trúc sư Wojciech Bromirski. Theo ước tính, chi phí để xây dựng công trình kiến trúc này là vài chục triệu Złoty Ba Lan (tương đương khoảng vài trăm tỷ đồng). Cung điện rộng 45 mét, dài 22 mét và cao 23 mét với diện tích là 1116 m². Toàn bộ khu phức hợp có diện tích 30.000 m².

## Khám phá
Cung điện có một tên gọi độc đáo. Cái tên "Bursztynowy" nghĩa là "Hổ Phách", được đặt theo màu sắc đặc trưng của mặt tiền cung điện. Cung điện Bursztynowy nổi tiếng với một diện mạo hoành tráng và chất lượng kiên cố. Cung điện từng nhận được giải nhất trong cuộc thi "Công trình xây dựng của năm 2009" do Hiệp hội Kỹ sư và Kỹ thuật Xây dựng Ba Lan tổ chức.
Ngoài ra, trong Cung điện Bursztynowy còn có nhiều cơ sở để giải trí và thư giãn như: một khách sạn với 30 phòng, một nhà hàng và một phòng xông hơi và mát xa, và 4 sân tennis (trong nhà và ngoài trời). Xung quanh cung điện gồm: nhiều khu vườn hoa đầy thơ mộng xen kẽ với vô số lối đi, đài phun nước và các tác phẩm điêu khắc đầy nghệ thuật. Khoảng 40.000 cây các loại được trồng tại đây, bao gồm các loại hoa như: hoa đỗ quyên, hoa hồng, cẩm tú cầu, đinh hương vàng, hoa dâm bụt cùng các loại cây xanh (cây sam và cây sồi). Các khu vườn được bao quanh bởi một bức tường dài 1 km được trang trí công phu.

## Sự kiện
Cung điện Bursztynowy là nơi tổ chức nhiều sự kiện văn hóa, thể thao và âm nhạc nổi tiếng như:
- Các buổi hòa nhạc (như nhạc cổ điển, nhạc đại chúng,...).[10][11]
- Liên hoan âm nhạc Opera Ý "Belcanto Per Semper " (Festiwal Włoskiej Muzyki Operowej „Belcanto Per Sempre").[12]
- Các giải đấu quần vợt.
- Các trại hè hàng năm do Fundacji "Samotna Mama" tổ chức.[3]
- Các trò chơi Mùa Giáng sinh.[13]
- Sự kiện vào Ngày Quốc tế Thiếu nhi.[14]

## Ảnh

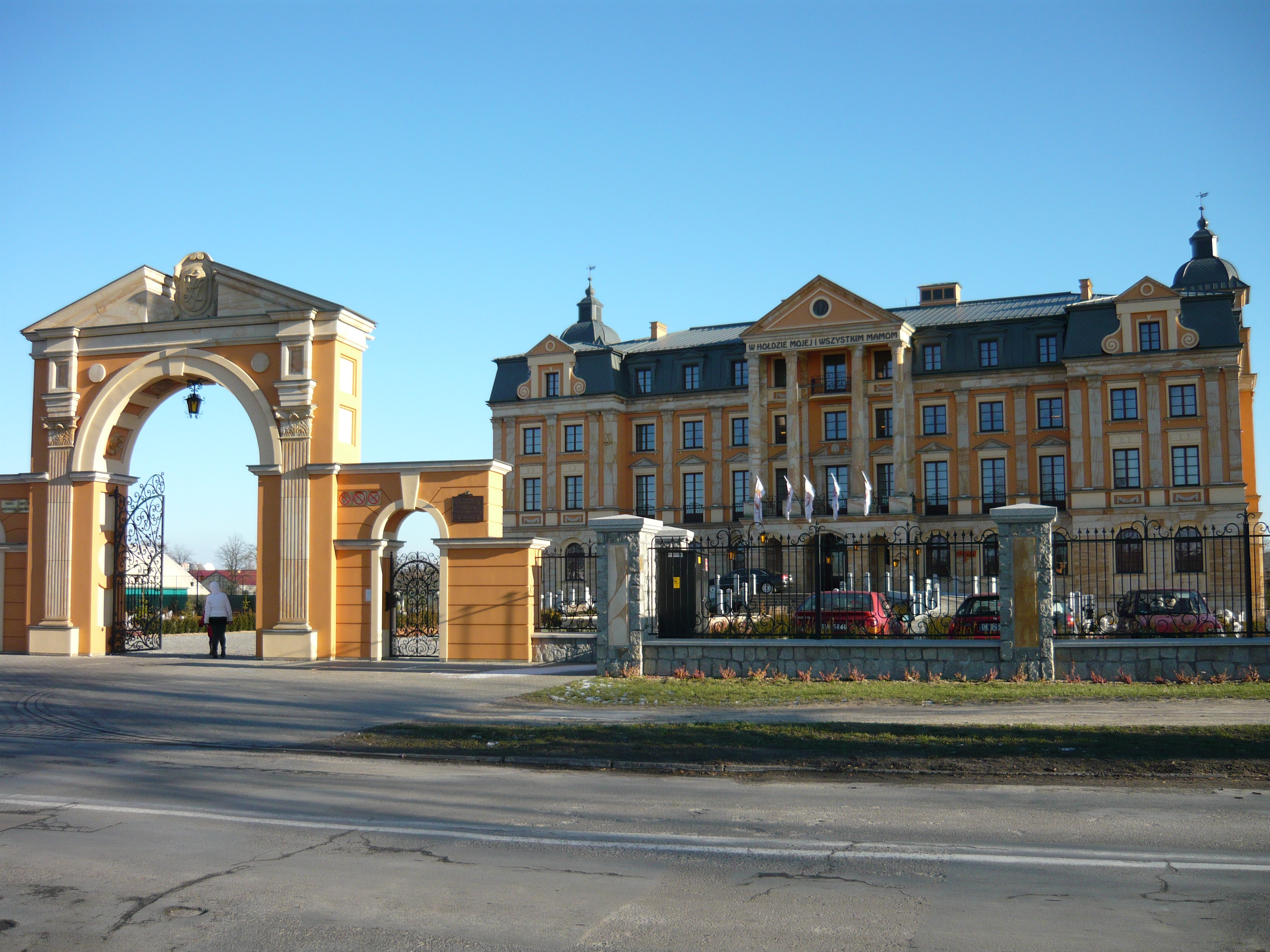
Toàn cảnh cung điện
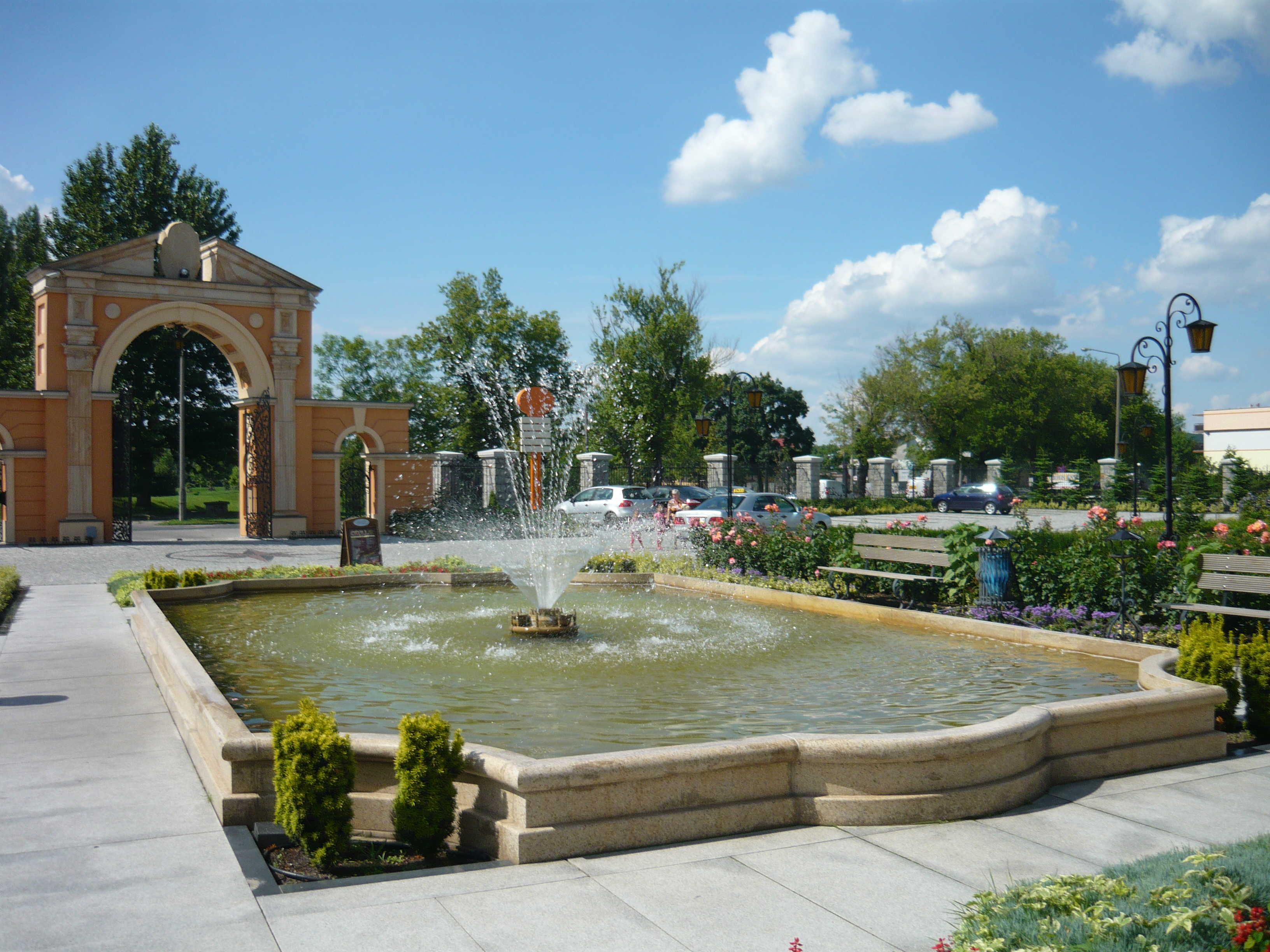
Đài phun nước phía lối vào
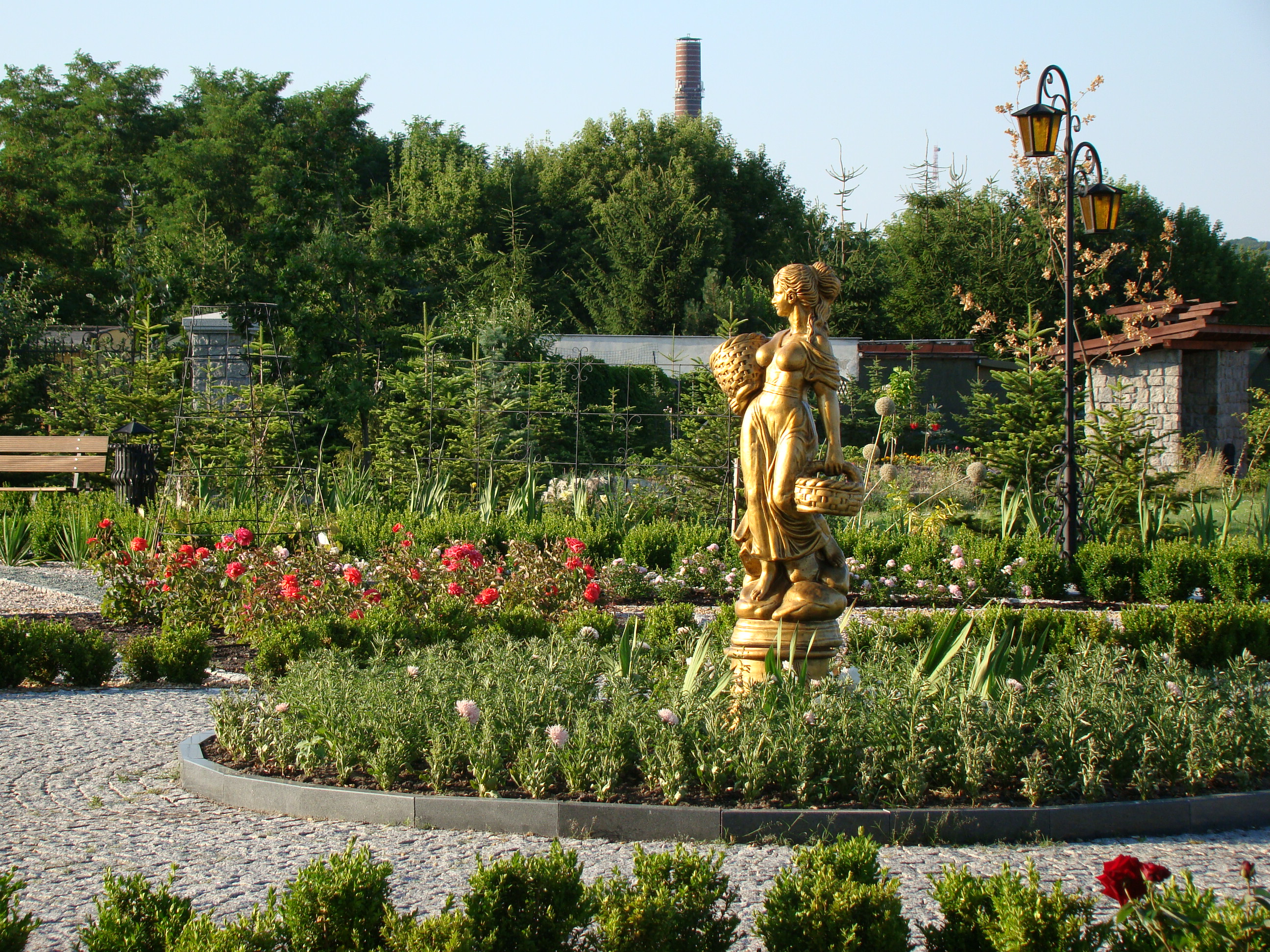
Vườn hoa và tác phẩm điêu khắc
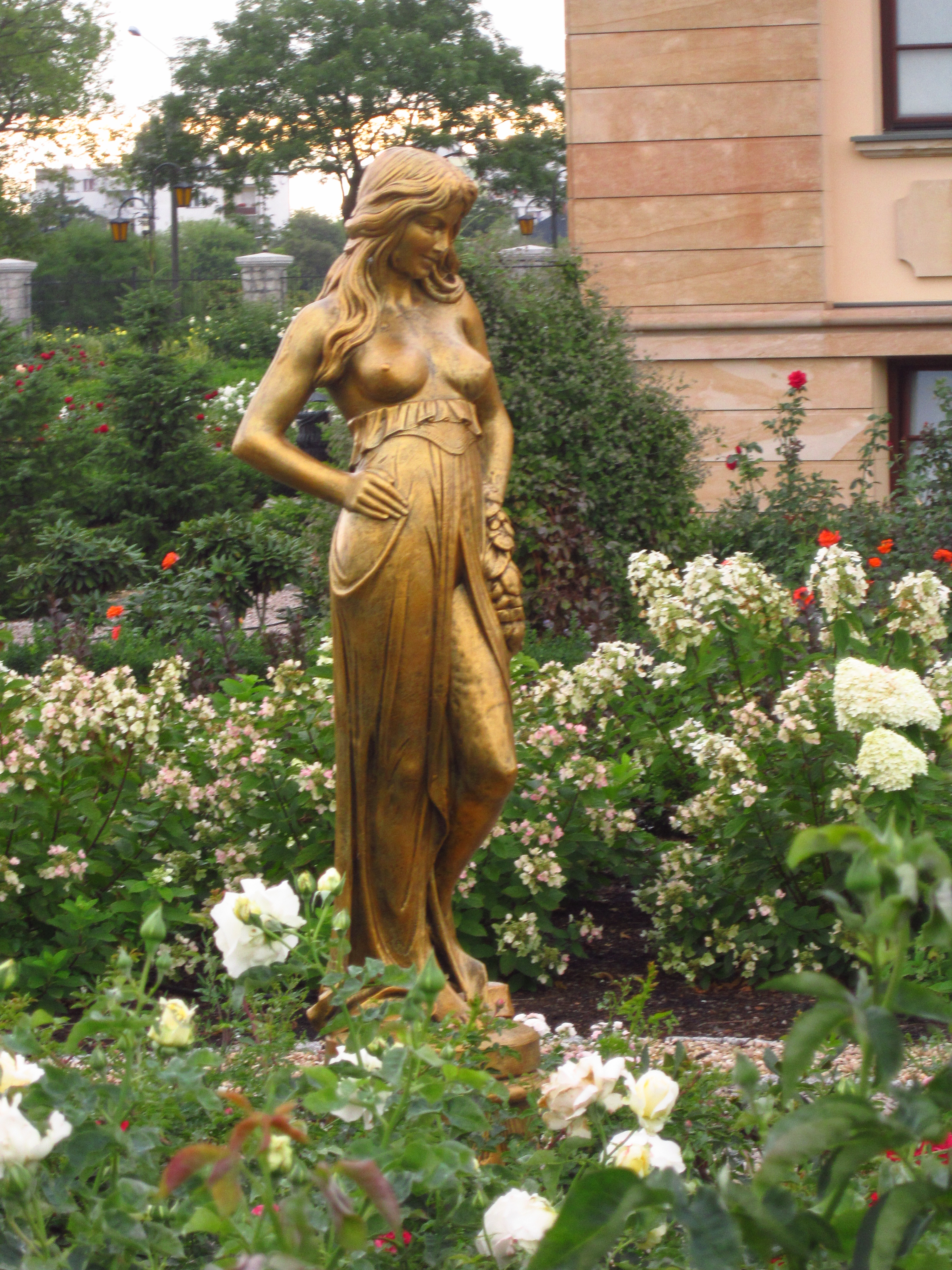
Tác phẩm điêu khắc và vườn hoa thơ mộng
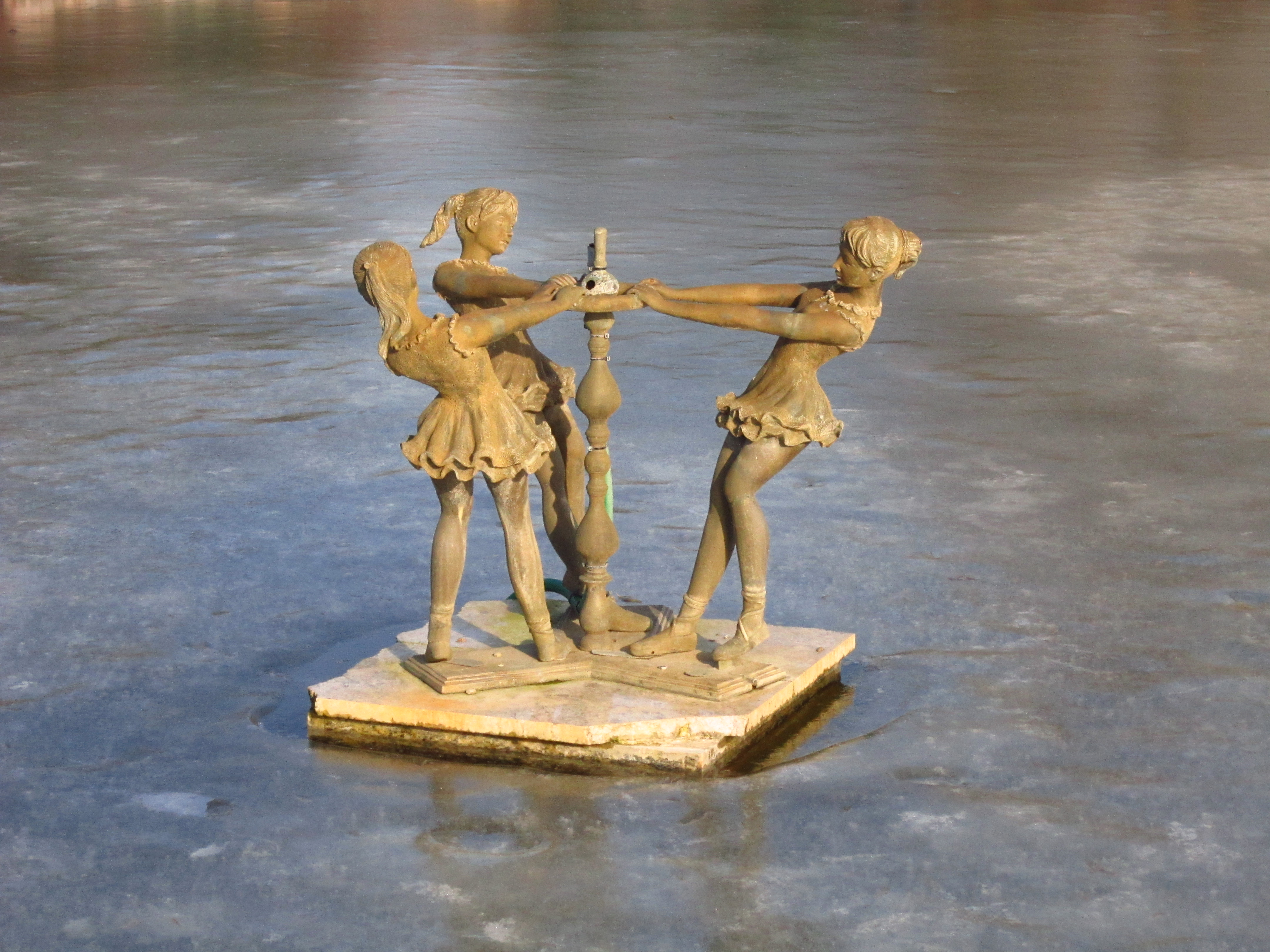
Một tác phẩm giữa hồ nước
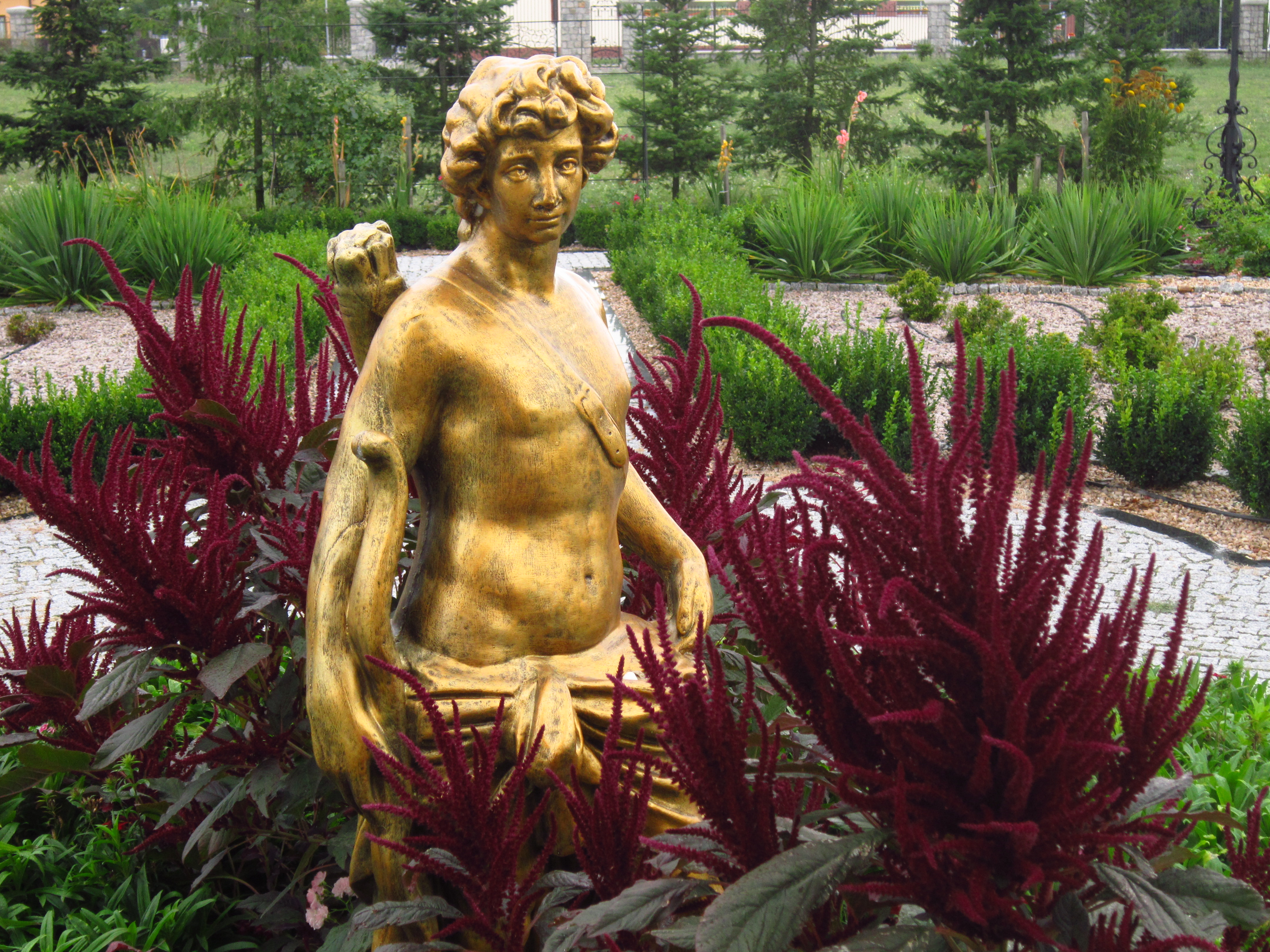
Một tác phẩm khác
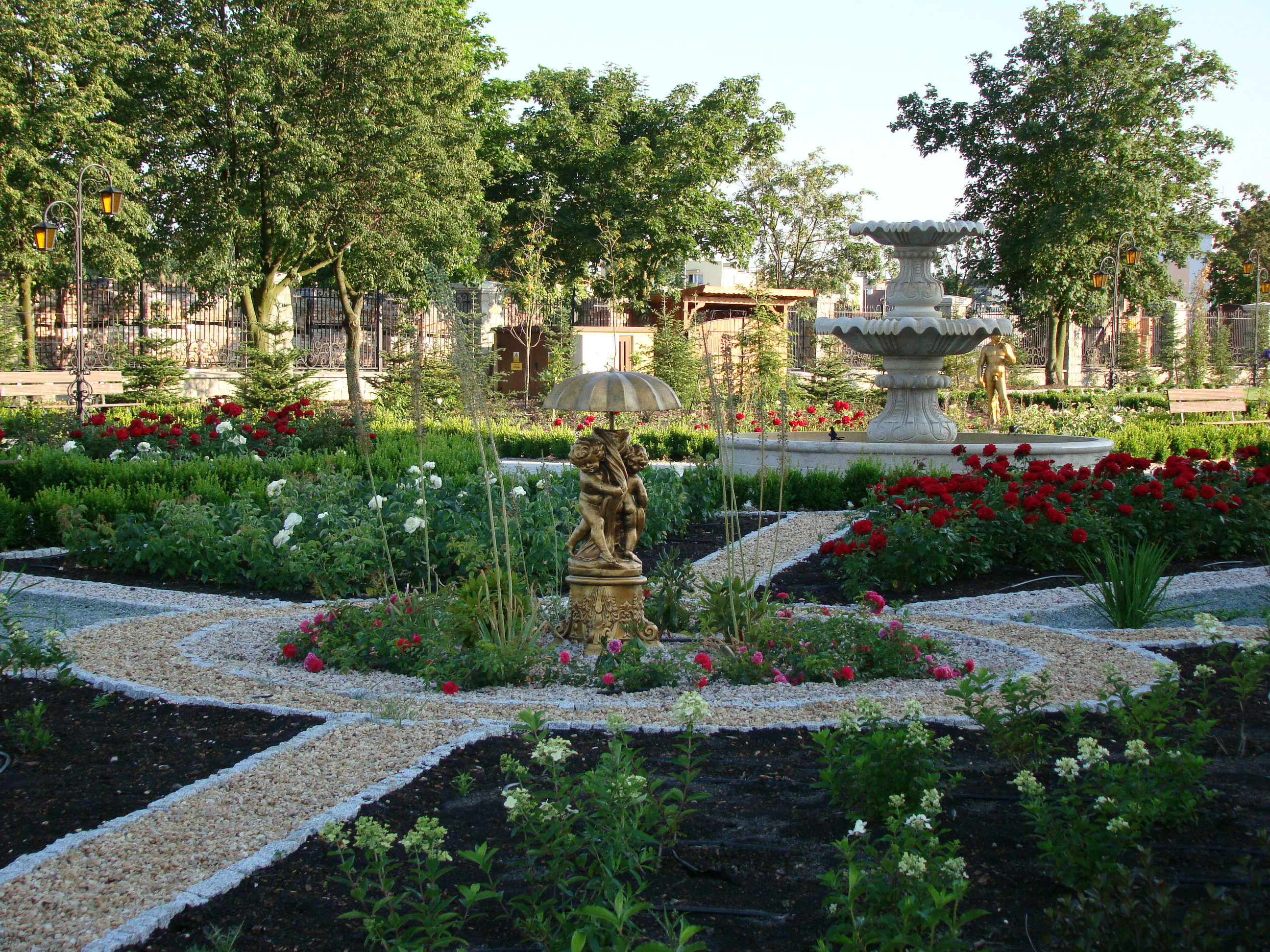
Khu vườn xinh đẹp
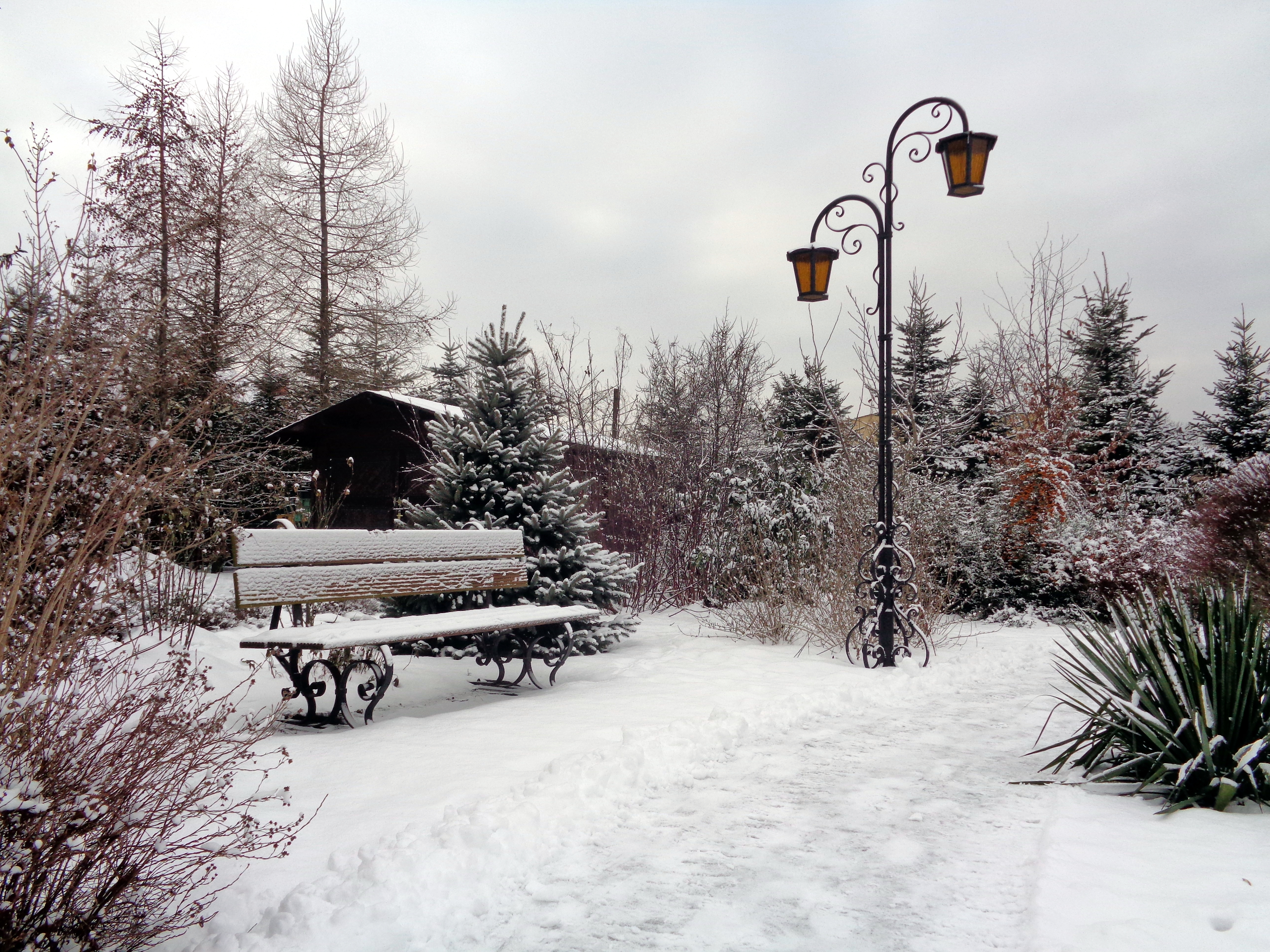
Vào mùa đông